# Ајванхо (Тексас)
Ајванхо (енгл. Ivanhoe) град је у америчкој савезној држави Тексас. По попису становништва из 2010. у њему је живело 887 становника.

## Демографија
Према попису становништва из 2010. у граду је живело 887 становника.
| Група             | 2000.  | 2010.       |
| Белци             | . (.%) | 797 (89,9%) |
| Афроамериканци    | . (.%) | 32 (3,6%)   |
| Азијати           | . (.%) | 7 (0,8%)    |
| Хиспаноамериканци | . (.%) | 22 (2,5%)   |
| Укупно            | .      | 887         |